# Röntgen-Phasenkontrast-Bildgebung

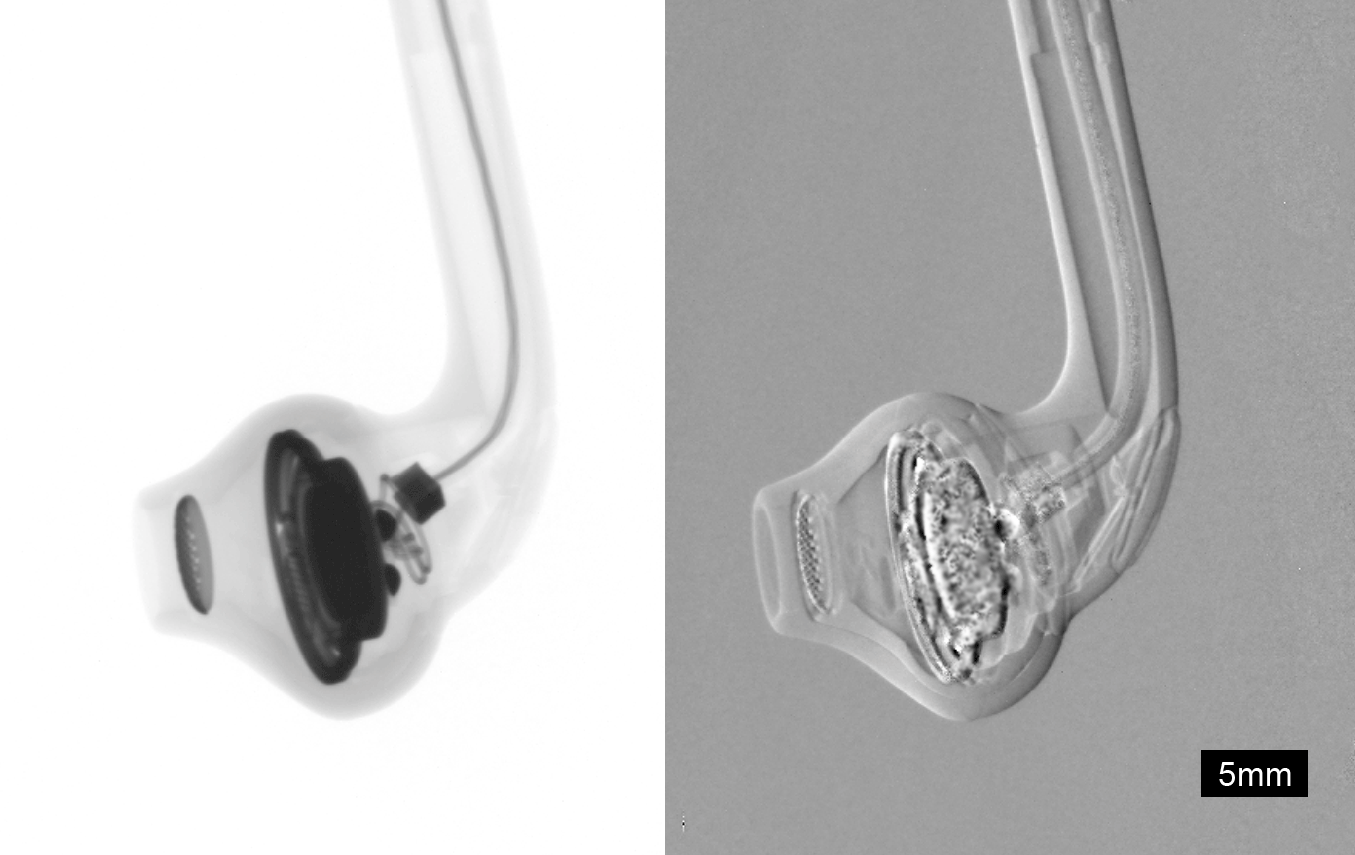
Vergleich von konventioneller (links) und phasenkontrast-basierter (rechts) Röntgenaufnahme eines in-ear Kopfhörers. Die Plastikstrukturen im Inneren sind im Phasenkontrast deutlicher zu sehen, während die stark absorbierenden Metallteile des Lautsprechers im konventionellen Bild einen starken Kontrast erzeugen.

Röntgen-Phasenkontrast-Bildgebung bezeichnet eine Reihe von technischen Methoden, welche die Phasenverschiebung der Röntgenstrahlen beim Durchgang durch Materie für die Bildgebung nutzen. Da die Phasenverschiebung nicht direkt gemessen werden kann (Phasenproblem), müssen verschiedene Anordnungen von beugenden und absorbierenden Optiken genutzt werden, um die Phasenänderung durch Interferenz in eine messbare, laterale Intensitätsmodulation umzuwandeln. Unter Verwendung von kohärenten Strahlungsquellen und hochauflösenden Detektoren können auch Phasenbilder durch Rekonstruktion der Wellenpropagation gewonnen werden.
Der entscheidende Vorteil der phasensensitiven Methoden liegt darin, dass sie röntgentransparente Objekte wie Weichteilgewebe sensitiver abbilden können. Zusätzlich können streuende Objekte wie das Lungengewebe kontrastreich abgebildet werden. Dabei wird ausgenutzt, dass Röntgen-Kleinwinkelstreuung des durchleuchteten Objekts eine Schwächung des erzeugten Interferenzmusters bewirkt. Aufgrund von Ähnlichkeiten zur Dunkelfeldmikroskopie wird das durch Streuung zustande kommende Bild auch als Röntgendunkelfeld bezeichnet. Herkömmliche Röntgenbildgebung wie z. B. die Radiographie oder Computertomographie basieren bis heute hingegen nur auf der Abschwächung der Strahlintensität (Lambert-Beer Gesetz) durch das abzubildende Objekt und erzeugen so nur einen niedrigen Kontrast zwischen Objekten ähnlicher materieller Zusammensetzung.
Die verschiedenen technischen Realisierungen zur Erzeugung von Röntgen-Phasenkontrast-Bildern werden insbesondere für Anwendungen in der Medizin, Biologie und Materialwissenschaften entwickelt. Potentielle klinische Anwendungen werden derzeit in vorklinischen Studien erschlossen.

## Physikalisches Prinzip

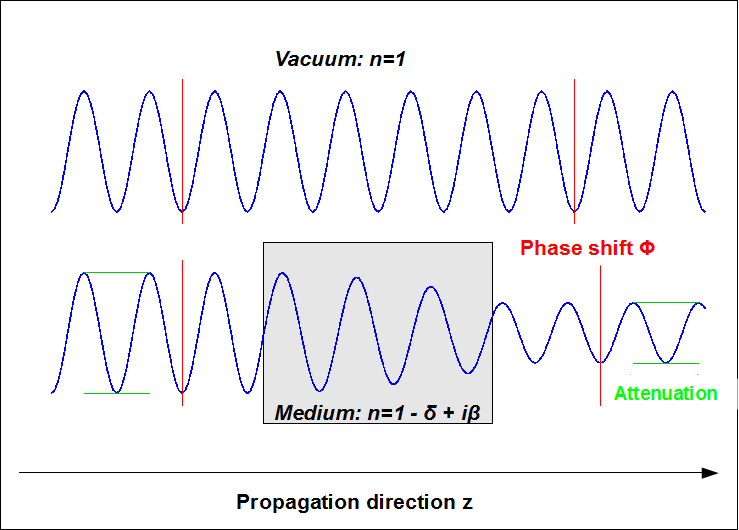
Veranschaulichung von Absorption und Phasenverschiebung der Röntgenwelle beim Durchgang durch Vakuum und Materie mit dem komplexen Brechungsindex.

Die Wechselwirkung der Röntgenstrahlung mit Materie wird bei der mathematischen Behandlung als Welle durch den komplexen Brechungsindex {\displaystyle n=1-\delta +i\beta } beschrieben. Die Schreibweise {\displaystyle 1-\delta } für den Realteil hat sich etabliert, weil dieser für Röntgenstrahlen nur sehr geringfügig von 1 abweicht und die Notation der Abweichung als {\displaystyle \delta } vorteilhafter ist. Damit kann eine Röntgenwelle im Medium durch die folgende Wellenfunktion beschrieben werden:
{\displaystyle \Psi (z)=E_{0}\mathrm {e} ^{inkz}=E_{0}\mathrm {e} ^{i(1-\delta )kz}\mathrm {e} ^{-\beta kz}}
Dabei ist {\displaystyle E_{0}}die Intensität beim Eintritt in das Medium, {\displaystyle n} der komplexe Brechungsindex, {\displaystyle k} die Wellenzahl und {\displaystyle z} die Eindringtiefe bzw. Koordinate der Propagationsrichtung. In der faktorisierten Darstellung ist sofort zu erkennen, dass der imaginäre Teil {\displaystyle \beta } die Abschwächung der Wellenintensität beim Durchgang durch Materie und der Realteil {\displaystyle 1-\delta } die Phasenverschiebung erzeugt. Von besonderem Interesse ist die Abhängigkeit von {\displaystyle \beta } und {\displaystyle \delta } von der Energie der verwendeten Strahlung und den Materialeigenschaften des durchstrahlten Objekts. Für Energien {\displaystyle >20\;{\text{keV}}} und Elemente der Kernladungszahl {\displaystyle Z<40} (was im diagnostisch relevantem Bereich liegt) ergeben Näherungen:
{\displaystyle \delta ={\frac {\rho _{a}\sigma _{p}}{k}}={\frac {2\pi \rho _{a}Zr_{0}}{k^{2}}}\sim {\frac {Z}{E^{2}}}}
{\displaystyle \beta ={\frac {\rho _{a}\sigma _{a}}{2k}}\sim {\frac {Z^{3-4}}{E^{4}}}}
Dabei ist {\displaystyle \rho _{a}} die Teilchendichte, {\displaystyle \sigma _{p}} der Wirkungsquerschnitt der Phasenverschiebung, {\displaystyle \sigma _{a}}der Wirkungsquerschnitt der Photoabsorption und {\displaystyle r_{0}} der klassische Elektronenradius. Entscheidend ist, dass {\displaystyle \sigma _{p}}bei Materie geringer Dichte und Kernladungszahl, wie es bei organischen Stoffen der Fall ist, in etwa drei Größenordnungen höher ist als {\displaystyle \sigma _{a}}. Damit reagiert die Phase viel sensitiver auf geringe Dichteunterschiede und eignet sich besser zur Kontrasterzeugung in Weichteilgewebe. Außerdem ergibt sich in der Energieabhängigkeit von {\displaystyle \beta } und {\displaystyle \delta } ein weiterer Vorteil für die Phasenkontrasterzeugung. Mit steigender Energie nimmt {\displaystyle \beta } viel schneller ab als {\displaystyle \delta } und damit entsteht die Möglichkeit, Strahlung höherer Energie ohne starke Kontrasteinbußen zu verwenden. Dies ist diagnostisch vorteilhaft, da bei höheren Energien ein kleinerer Bruchteil der Strahlung vom Körper absorbiert wird und so die Strahlendosis reduziert wird.
Allgemeiner ausgedrückt kann die vom durchstrahlten Objekt erzeugte Phasenverschiebung entlang eines Weges mit der Verteilung {\displaystyle \delta (z')} relativ zur Propagation im Vakuum beschrieben werden durch das Integral:
{\displaystyle \Phi (z)={\frac {2\pi }{\lambda }}\int \limits _{0}^{z}\delta (z')dz}
wobei {\displaystyle \lambda } die Wellenlänge der einfallenden Strahlung bezeichnet. Da die Phasenverschiebung sich durch eine Projektion von {\displaystyle \delta } in Strahlrichtung ergibt, ist eine dreidimensionale Messung von {\displaystyle \delta } durch Rekonstruktion nach dem tomographischen Prinzip zugänglich. Allerdings wird aufgrund von technischen Einschränkungen die Phase meist nur modulo {\displaystyle 2\pi } gemessen, weshalb verschiedene Entfaltungsalgorithmen zum Einsatz kommen.
Die Schwierigkeiten bei der Erfassung der Phasenverschiebung bei Röntgenstrahlen ergeben sich aufgrund von mehreren Aspekten, weshalb sich auch verschiedene technische Realisierungen entwickelt haben. Grundsätzlich ist für die Bildgebung nur eine Intensitätsmessung möglich, bei der jedoch die Information über die Phasenlage verloren geht. Daher muss das abbildende System entweder direkt die extrem kleinen Winkelabweichungen der Brechung des Strahls auflösen können oder die Phasenverschiebung muss interferometrisch in eine laterale Intensitätsmodulation umgewandelt werden, die dann von einem Detektor aufgelöst werden kann. Beides stellt hohe Anforderungen an die räumliche Kohärenz und Monochromatizität der Strahlenquelle und erschwert eine kosten- und zeiteffiziente Verfügbarkeit der Methode. Durch Einsatz von Röntgenoptiken wie z. B. Gittern konnten die Anforderungen jedoch erheblich gelockert werden, sodass eine routinemäßige Anwendung in Klinik und Industrie denkbar geworden ist.